# 優境學
優境學（英語：Euthenics），是項通過改善生活條件來改善人類行使職責和福利的研究。 優境學的“改善”是通過改變教育和可控制的自然環境等外部因素來進行的，包括傳染病和寄生蟲的預防和去除， 並促進環境保護、就業、家庭經濟、衛生和住家環境改善等科目的教育。
羅斯菲爾德（Rose Field）在1926年5月23日的“ 紐約時報”文章定義紀錄，“最簡單的改善生活的方式就是高效生活”。 人人都有生活在健康環境的權利。
弗林效應經常被引用為優境學的例子。另一個例子是自20世紀初以來，工業化國家的主體規模正在穩定增長。然而到了20世紀末時，大部分當時工業化的國家現已成已開發國家，經濟、環境、教育人口生活品質現已都大幅改善，優境學方面造就的生活條件改善、主要國家的機能進步貢獻功不可沒。
現在多數亞太地區、南美、中國等開發中國家將為21世紀經濟成長的主力，推動各國優生學對開發中國家研究與適性或許能改變開發中國家的主體和生活品質。
儘管從本質上講影響人類社會的一切都會對誰繁殖和誰不繁殖產生影響，但從定義上說，優生主義者通常與改變人類基因庫的組成沒有任何關係（英文Euthenics詞的結構與Eugenics相似）。

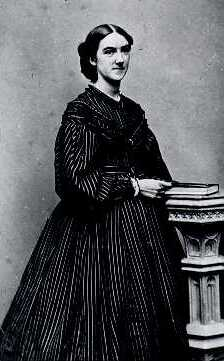
麻省理工學院的第一位女學生兼講師艾倫·斯瓦洛·理查茲（Ellen Swallow Richards）。

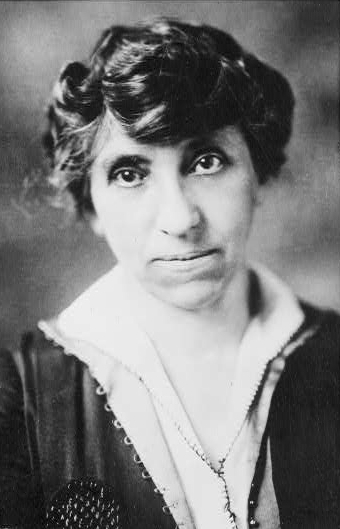
朱莉婭·克利福德·拉思羅普（Julia Clifford Lathrop），美國兒童局第一任局長。